# Paradoxa
Paradoxa är ett släkte av svampar. Paradoxa ingår i familjen Tuberaceae, ordningen skålsvampar, klassen Pezizomycetes, divisionen sporsäcksvampar och riket svampar.
|          | Tuber                                |
|          |                                      |
|          | Choiromyces                          |
|          |                                      |
|          | Loculotuber                          |
|          |                                      |
|          | Reddellomyces                        |
|          |                                      |
|          | Dingleya                             |
|          |                                      |
| Paradoxa | \| \| Paradoxa monospora \| \| \| \| |
|          | \| \| Paradoxa monospora \| \| \| \| |
|          | Labyrinthomyces                      |
|          |                                      |
|          | Paradoxa monospora                   |
|          |                                      |

|  | Paradoxa monospora |
|  |                    |